# Cassida panzeri
Cassida panzeri — жук подсемейства щитовок из семейства листоедов.

## Распространение
Встречается в палеарктическом регионе до восточной Японии (Хонсю).

## Экология и местообитания
Кормовые растения — астровые (Asteraceae): лопух большой или репейник (Arctium lappa), Cirsium vulgare, бодяк обыкновенный (Cirsium arvense), козелец низкий (Scorzonera humilis), одуванчик лекарственный (Taraxacum officinale) и козлобородник луговой (Tragopogon pratensis).